# Törpe nebáncsvirág
A törpe nebáncsvirág (Impatiens walleriana) vagy vízifukszia Kelet-Afrikában (Kenyában, Mozambikban) őshonos, virágzó, 15–60 cm közötti magasságú lágyszárú évelő növény, széles lándzsa alakú levelei 3–12 cm hosszúak és 2–5 cm szélesek. A bőségesen virágzó növény virágai 2–5 cm átmérőjűek, ötszirmúak.
A vízifukszia az árnyékos helyeket kedveli, nem bírja az erős napsütést. Nagyon vízigényes. Gyönyörű színesek a virágai, egész nyáron hozza a dús bimbókat.

## Termesztése
Bár fagymentes termesztési körülmények között évelő, általában a mérsékelt régiókban egyéves növényként termesztik, de fedett körülmények között, beltérben termesztett növényként is sikeresen áttelel. Gyakran termesztik parkokban és kertekben.
Szaporítása: vetőmagról vagy dugványozással (vízben is könnyen gyökeresedik). Számos fajtája fordul elő a legkülönbözőbb színekben a fehértől a liláig, széles körben elérhető kereskedelmi forgalomban is.